# 武蔵小金井駅

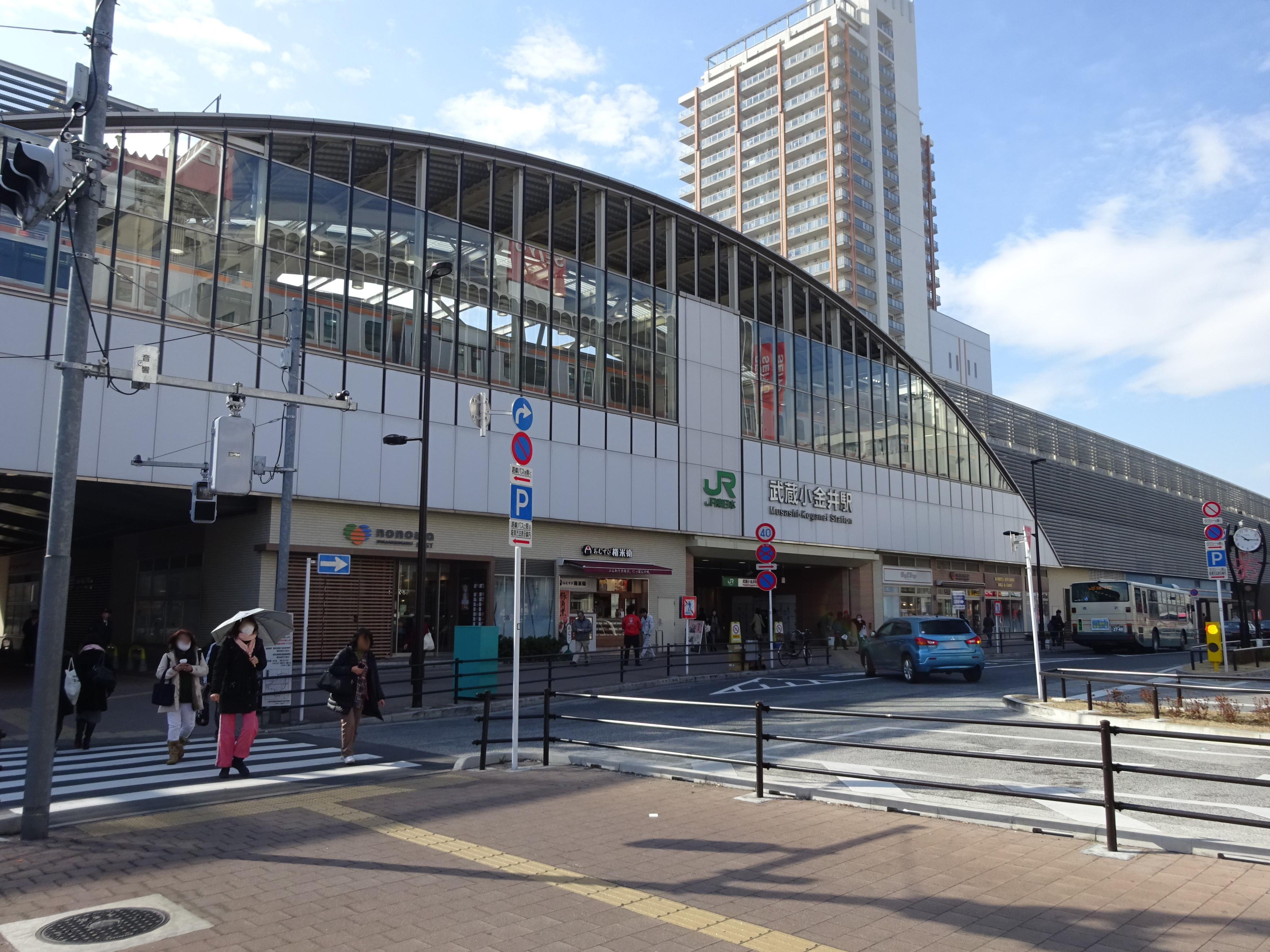
北口（2016年2月）

武蔵小金井駅（むさしこがねいえき）は、東京都小金井市本町六丁目にある、東日本旅客鉄道（JR東日本）中央本線の駅である。駅番号はJC 15。八王子支社管轄の駅。
当駅を含む区間は、運行系統上は「中央線」と案内される。運転形態の詳細については該当記事を参照のこと。

## 歴史
- 1924年（大正13年）4月4日：観桜のため、鉄道省の武蔵小金井仮乗降場として開設[1]。
- 1926年（大正15年）1月15日：武蔵小金井駅に昇格[1]。旅客のみ取扱[1]。
- 1949年（昭和24年）6月1日：日本国有鉄道発足[3]。
- 1959年（昭和34年）9月1日：構内に武蔵小金井電車区が完成。
- 1977年（昭和52年）7月10日：みどりの窓口を設置[新聞 1]。
- 1984年（昭和59年）2月1日：荷物扱い廃止[1]。
- 1987年（昭和62年）4月1日：国鉄分割民営化に伴い、東日本旅客鉄道（JR東日本）の駅となる[4]。
- 1994年（平成4年）8月7日：自動改札機設置、使用開始[5]。
- 1995年（平成7年）9月28日：発車メロディを変更。
- 2001年（平成13年）11月18日：ICカード「Suica」の利用が可能となる[報道 1]。
- 2002年（平成14年）9月22日：高架化工事に伴い、仮駅舎に移転[6]。
- 2003年（平成15年）10月17日：高架化終了まで暫定的に車いす利用者、高齢者、妊娠中の女性に限り入場券なしで構内を通過する措置を実施[新聞 2]。
- 2006年（平成18年）4月1日：発車メロディを「さくらさくら」に変更[報道 2]。
- 2007年（平成19年）
  - 7月1日：下り線高架化[報道 3]。
  - 11月25日：構内の武蔵小金井電車区が豊田車両センター武蔵小金井派出所に改称。
- 2009年（平成21年）12月6日：上り線高架化[報道 4]。
- 2012年（平成24年）5月20日：上り線4番線ホーム新設[報道 5]。
- 2015年（平成27年）
  - 2月19日：高架下に商業施設「nonowa武蔵小金井」（現：nonowa武蔵小金井EAST）が開業[報道 6][新聞 3]。
  - 12月12日：高架下に商業施設「nonowa武蔵小金井WEST」が開業。nonowa口改札（交通系ICカード専用改札）を開設[報道 7][報道 8]。
- 2020年（令和2年）9月1日：上り線ホーム（3・4番線）の発車メロディを変更。
- 2022年（令和4年）
  - 9月16日：みどりの窓口の営業を終了[2][7]。
  - 9月17日：話せる指定席券売機を導入[2][7]。

### 駅名の由来
駅周辺の地名から小金井の名前を取り命名された。旧国名の武蔵を冠した理由として、栃木県下都賀郡国分寺村（国分寺小金井町、国分寺町、現：下野市）に東北本線小金井駅が既にあったこと、更には多摩鉄道（現：西武鉄道 西武多摩川線）が新小金井駅を設置していたことが挙げられる。
駅名の武蔵小金井は後に武蔵小山、武蔵小杉と合わせ日本の三大「ムサコ」として定着。武蔵小金井駅前商店街では平成に入り愛称を「さくら通り」から「Musako1番街」に改称したほか、駅ビル「nonowa武蔵小金井」の催事場「ムサコガーデン」の施設名に取り入れられるなど、沿線を表わす呼び方として使われている。

## 駅構造
島式ホーム2面4線を持つ高架駅である。改札は2箇所ある。なおnonowa口改札は、交通系ICカードであるSuica、PASMOその他提携カードのみ利用可能。出口は北口と南口があり、自由通路により北口と南口を行き来することが可能。また、主本線は外側2線（1・4番線）である。
立川統括センター管内の直営駅であり、駅長を配置している。

### のりば
| 番線 | 路線   | 方向 | 行先                   | 備考            |
| ---- | ------ | ---- | ---------------------- | --------------- |
| 1・2 | 中央線 | 下り | 立川・八王子・高尾方面 |                 |
| 3・4 | 中央線 | 上り | 三鷹・新宿・東京方面   | 一部列車は2番線 |

（出典：JR東日本:駅構内図）
新宿・東京方面の電車のうち、直接折返す電車等の一部列車は2番線を使用する。3番線は2012年6月17日より使用が開始された。
当駅に停車する列車は全て快速電車である。2020年3月13日までは、総武線に直通する各停や、東京駅発着各停が運行されていた。
下り快速は中野駅（土曜・休日ダイヤは吉祥寺駅）から各駅に停車しているため、「各駅停車」と案内されることが多いが、行先のみで案内されることもある。平日早朝の当駅始発下り列車や当駅止まりの上り列車は各駅に停車するが、時刻表では「快速」と案内されている。
駅西側に豊田車両センター武蔵小金井派出所がある。このため当駅始発・終点の列車が設定されている。以前は「武蔵小金井電車区」として車両配置もあったが、2004年に豊田電車区（当時）に統合され、車両は全て移管された。
JR中央線は、2020年代の前半（2021年度以降の向こう5年以内）を目途に2階建グリーン車を2両連結させ12両編成運転を行う。そのため当駅や車両基地となっている豊田車両センター武蔵小金井派出所は、ホーム12両編成対応への改築及び、構内配線変更・留置線の12両編成対応化工事等が実施され、2024年10月12日までに全て完了し、翌日10月13日より快速電車における12両編成の運転が開始された。

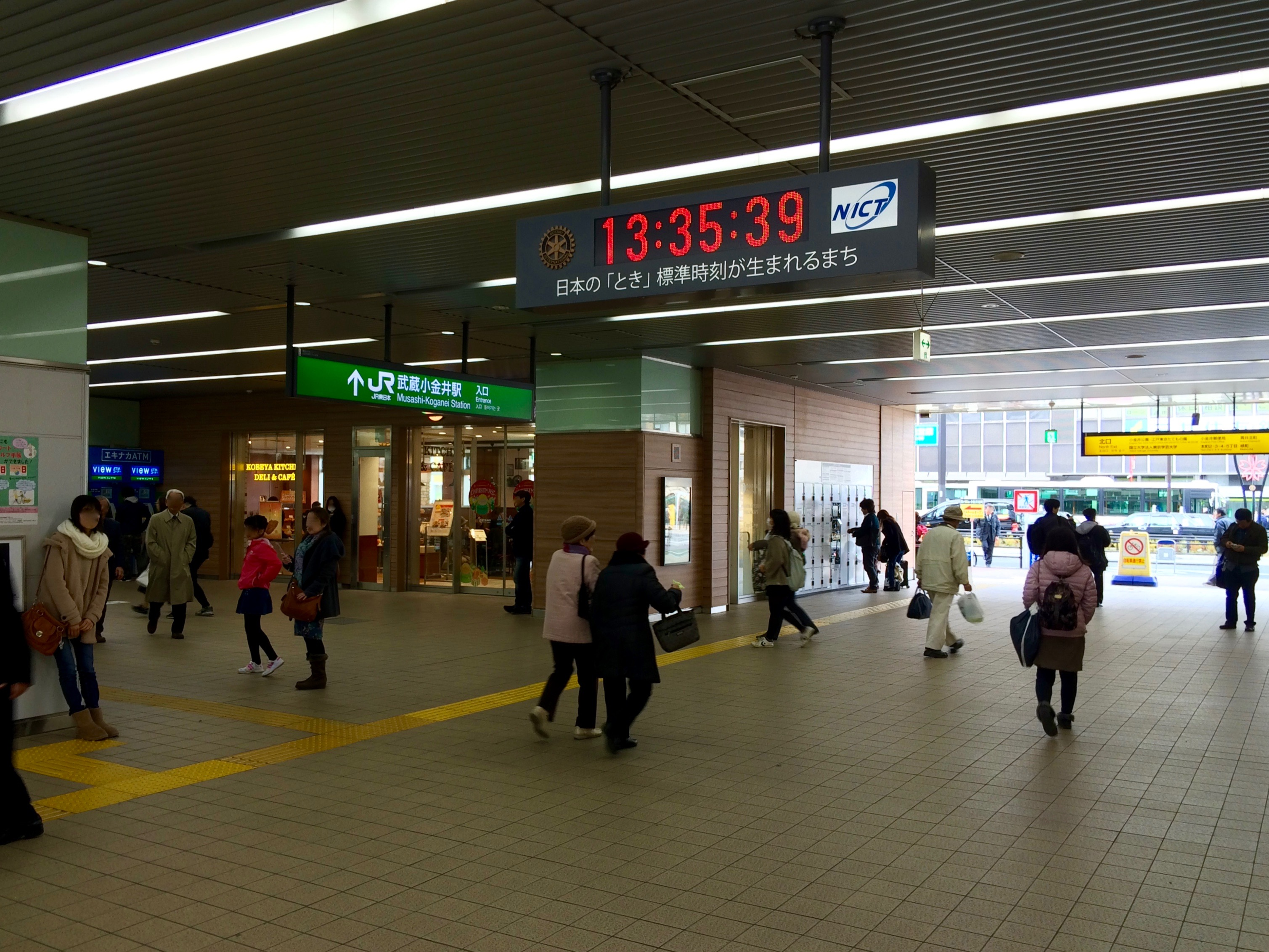
自由通路（改札口・北口を望む） 『日本の「とき」標準時刻が生まれるまち』と書かれた時計が設置されている。 （2015年12月）
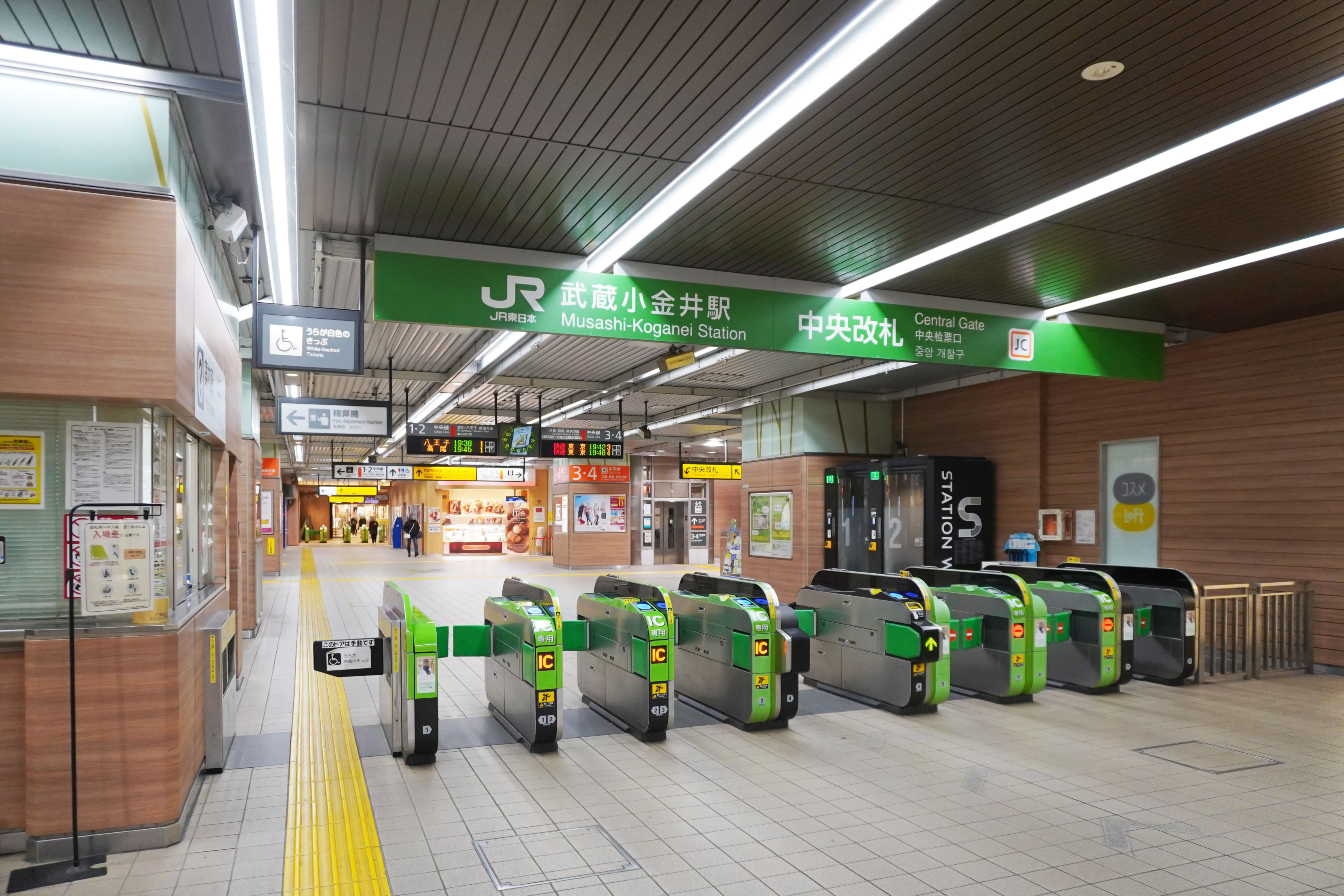
中央改札（2024年1月）
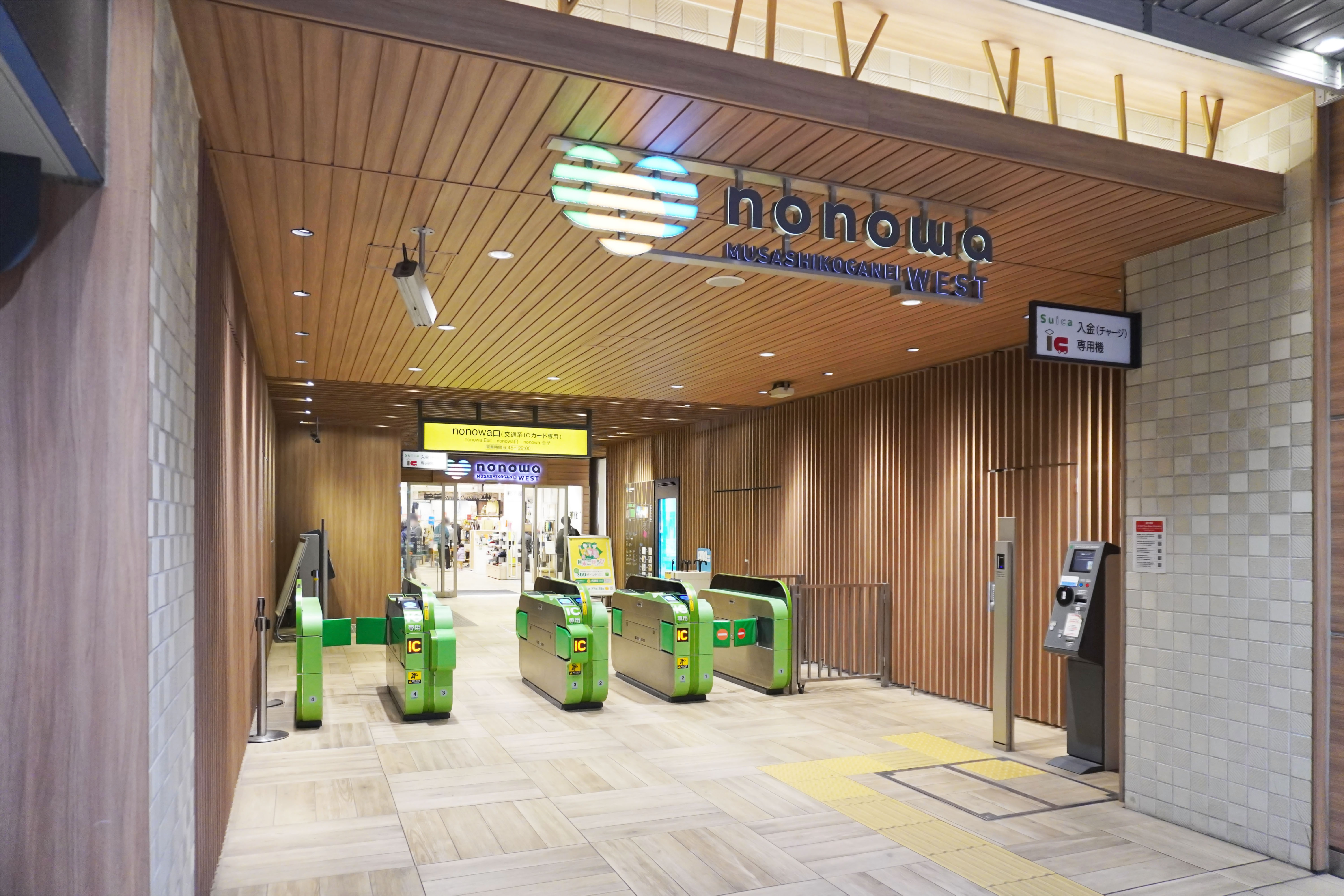
nonowa口改札（2024年1月）
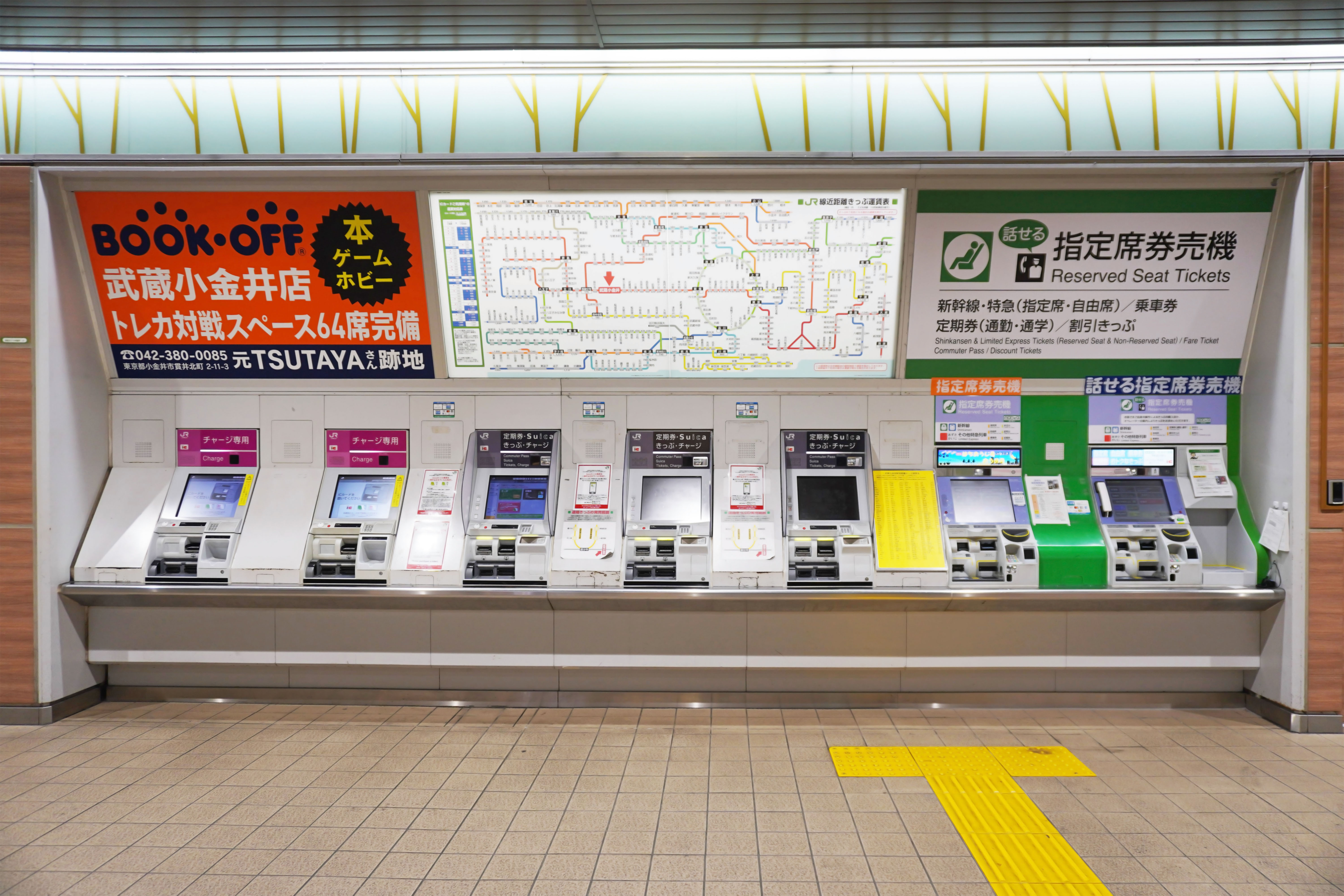
切符売り場（2024年1月）
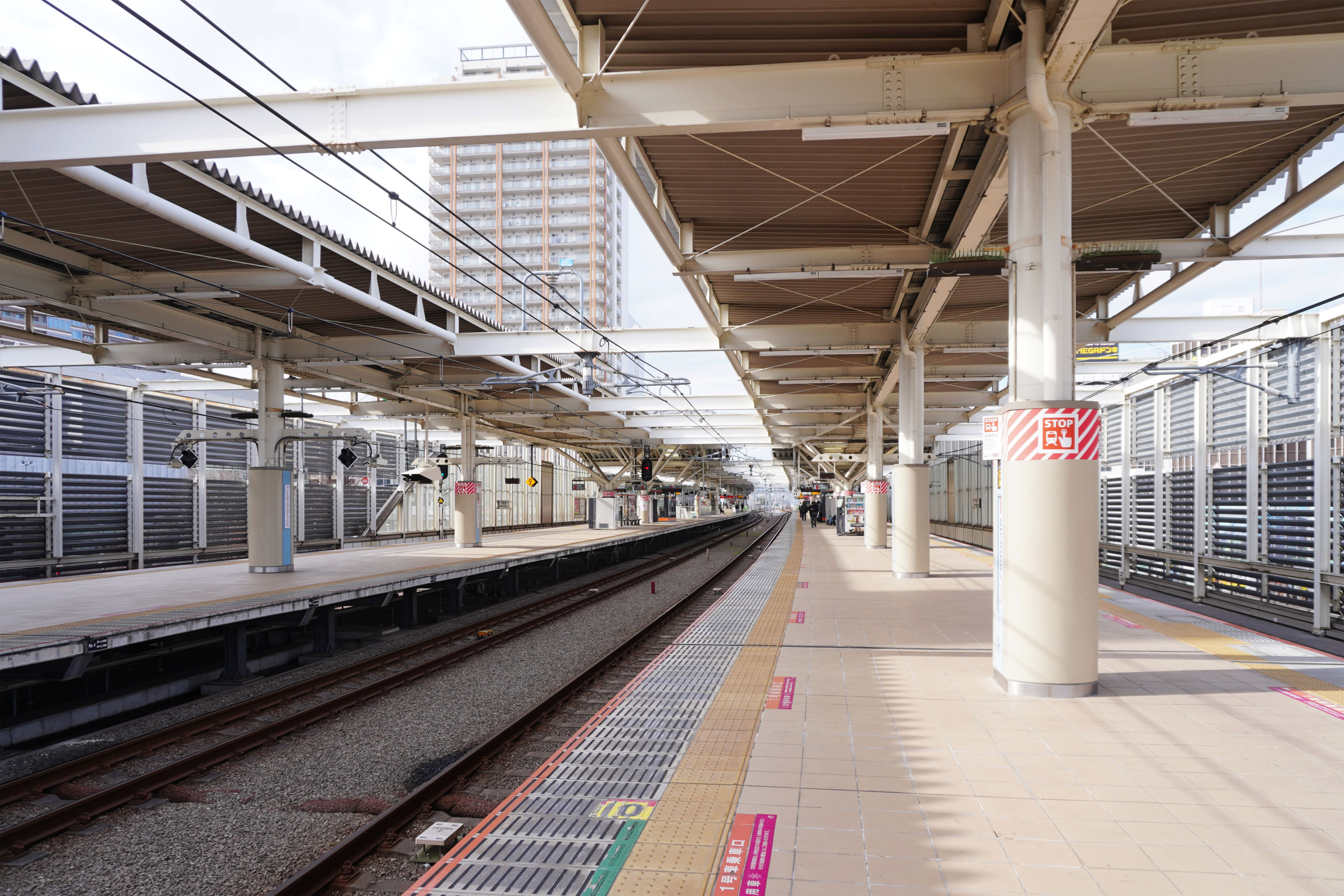
ホーム（2024年1月）

### 発車メロディ
導入当初は日本電音、1995年9月28日からは五感工房制作の発車メロディを使用していたが、駅開業80周年となった2006年4月1日に、「さくらさくら」をアレンジしたメロディに変更している。これは江戸時代に玉川上水沿いに植えられた名勝「小金井桜」や小金井公園の桜にちなんだものである。メロディはサウンドフォーラムの制作で、編曲は牧野奈津子が手掛けた。当初は2007年1月14日までの期間限定での使用を予定していたが、その後も継続して使用している。また、同年1月15日には各バージョンの使用番線が入れ替えられた（詳細は下表参照）ほか、3番線には小金井市内に住む障害を持つ子供とその家族らで結成されたハンドベルグループ「トライアングル」が演奏したものを収録した新規のバージョンを採用した。
なお、2020年9月1日には「輸送品質の向上」を目的として、上り線ホーム（3・4番線）のメロディをスイッチ制作の汎用のものに変更している。さらに2025年6月16日には上り線ホーム（3・4番線）のメロディをJR東日本管理の「JRE-IKSTシリーズ」に変更。
| 1 | さくらさくら verA              |
| 2 | さくらさくら verB              |
| 3 | JRE-IKST-016-03（首都圏8-2番） |
| 4 | JRE-IKST-016-01（首都圏8番）   |

| 使用期間                      | 1番線 | 2番線 | 3番線 | 4番線 |
| ----------------------------- | ----- | ----- | ----- | ----- |
| 2006年4月1日 -                | verB  | verC  | verA  |       |
| 2007年1月15日 -               | verA  | verB  | verD  |       |
| 2007年7月1日 -                | verA  | verB  | verC  | verD  |
| 2009年12月6日 -               | verA  | verB  | verC  |       |
| 2009年12月25日 -              | verA  | verB  | verD  |       |
| 2012年5月20日 -               | verA  | verB  | verC  |       |
| 2012年6月17日 - 2020年8月31日 | verA  | verB  | verC  | verD  |

### 高架化工事に伴う変化
2003年から2013年まで施工されていた中央線高架化工事の影響で、駅構造はしばしば変化している。2007年6月30日と7月1日に下り線、2009年12月5日・6日に上り線で、それぞれ高架切り替え工事が行われた。その後2012年5月19日・20日に上り線増設工事が行われ、2面4線の高架駅となった。
工事開始以前は2面3線（下り方面が単式）の地上駅だったが、北口が橋上駅舎化された後、2003年9月28日から暫定的に4面4線となり、翌2004年7月19日から2007年6月30日までは2面3線（上り方面が単式）、2007年7月1日から2009年12月5日までは3面4線（上り方面が地上で相対式、下り方面が高架上で島式）、2009年12月6日から2012年5月19日までは2面3線（上り線が単式）、現在は2面4線（両方とも島式）のホームを有する駅となった。
2009年1月25日に出入口が高架下に移り、1・2番線へはその先の階段・エスカレーター・エレベーターを使い、地上3番線へは高架下の入口からスロープを使いホームへ向かうことになっていた。4番線へは、全線高架化された後に3・4番線ホームとなる部分が通路として使われていて、北口へ向かう。
かつて南口には当駅が停車場に昇格して以来の緑色の三角屋根が特徴の駅舎があったが、高架化工事に伴い2009年1月24日限りで使用が中止され、解体された。
当駅のホームの変化を示すと、以下のようになる（のりばの番号は南側から数えられている）。
- - 2003年9月27日：2面3線の地上駅。2・3番線が同じ面であった。

| 番線 | 路線    | 方向 | 行先                   | 備考                                                                     |
| ---- | ------- | ---- | ---------------------- | ------------------------------------------------------------------------ |
| 1    | ■中央線 | 下り | 立川・八王子・高尾方面 |                                                                          |
| 2    | ■中央線 | 下り | 立川・八王子・高尾方面 | 通過列車の待避列車が、上下の区別無く入線、発車と、折返し当駅始発上り列車 |
| 2    | ■中央線 | 上り | 新宿・東京方面         | 通過列車の待避列車が、上下の区別無く入線、発車と、折返し当駅始発上り列車 |
| 3    | ■中央線 | 上り | 新宿・東京方面         |                                                                          |

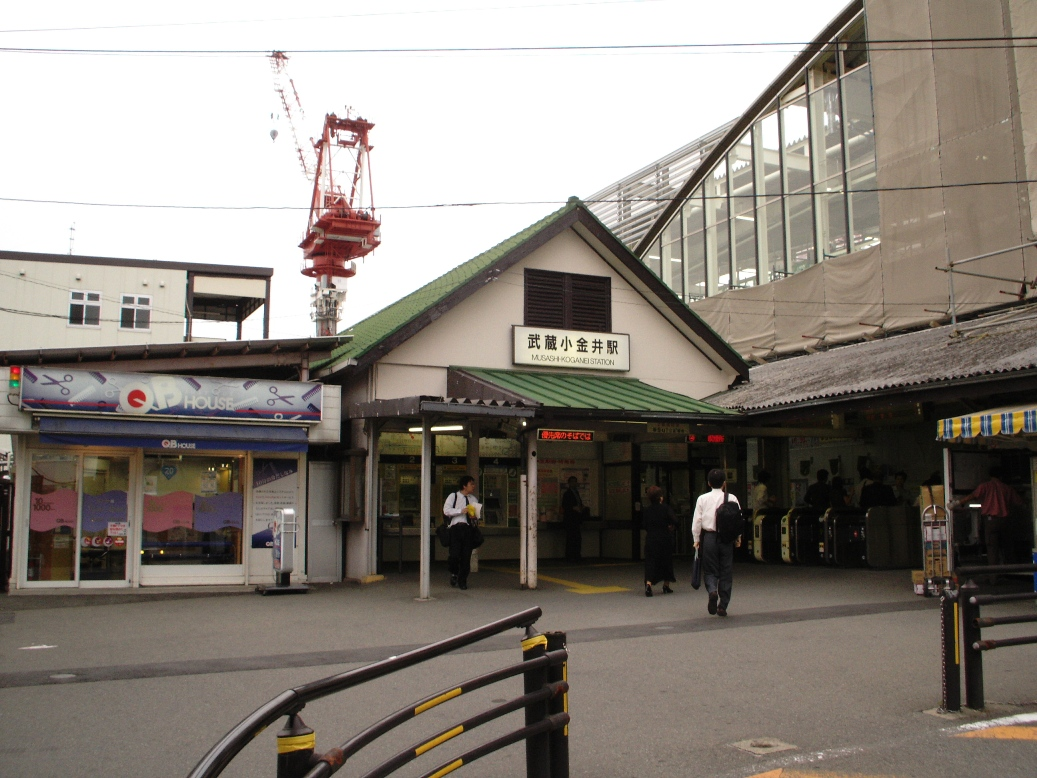
高架化前の南口 2007年6月18日
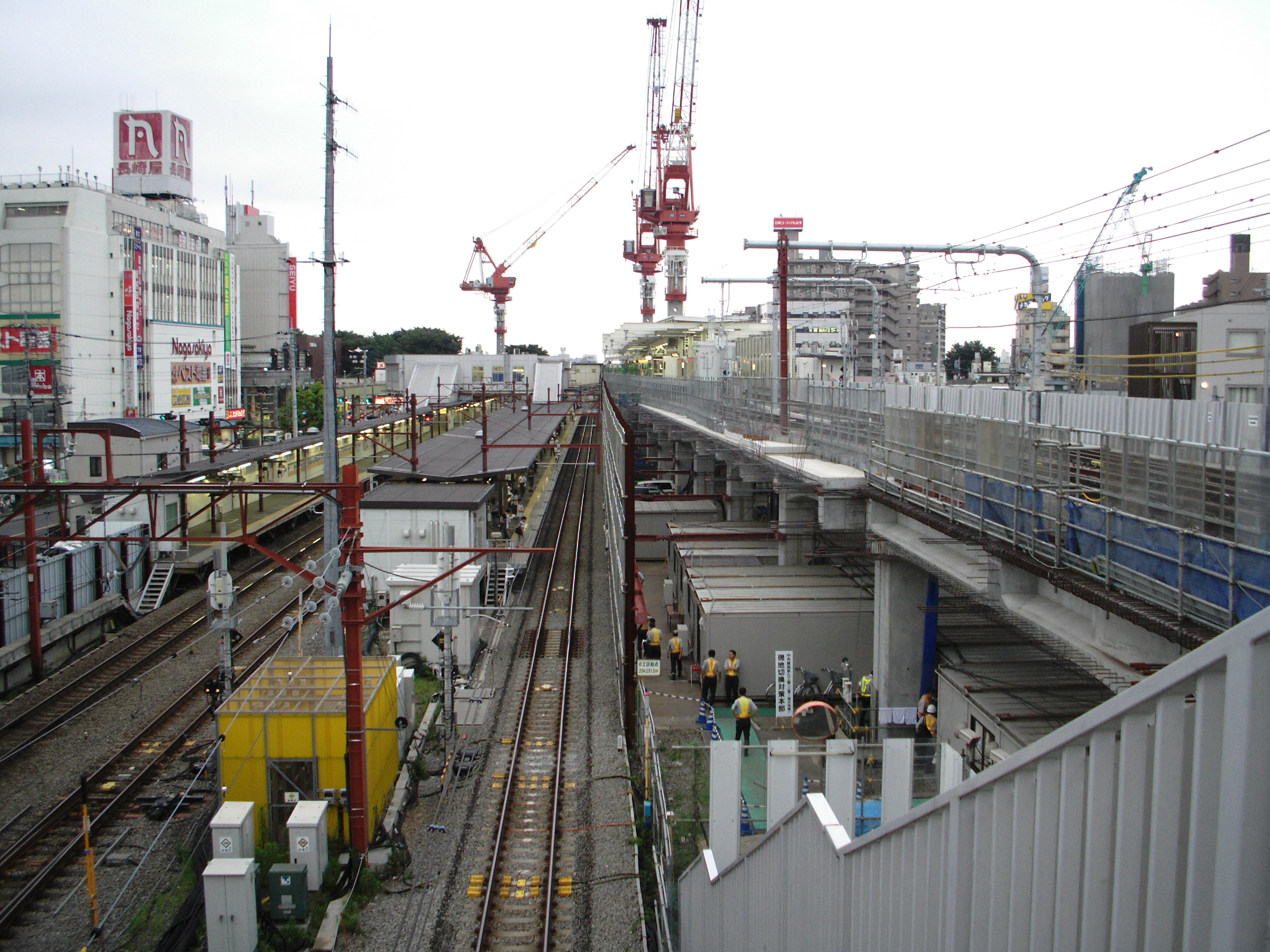
2007年6月30日
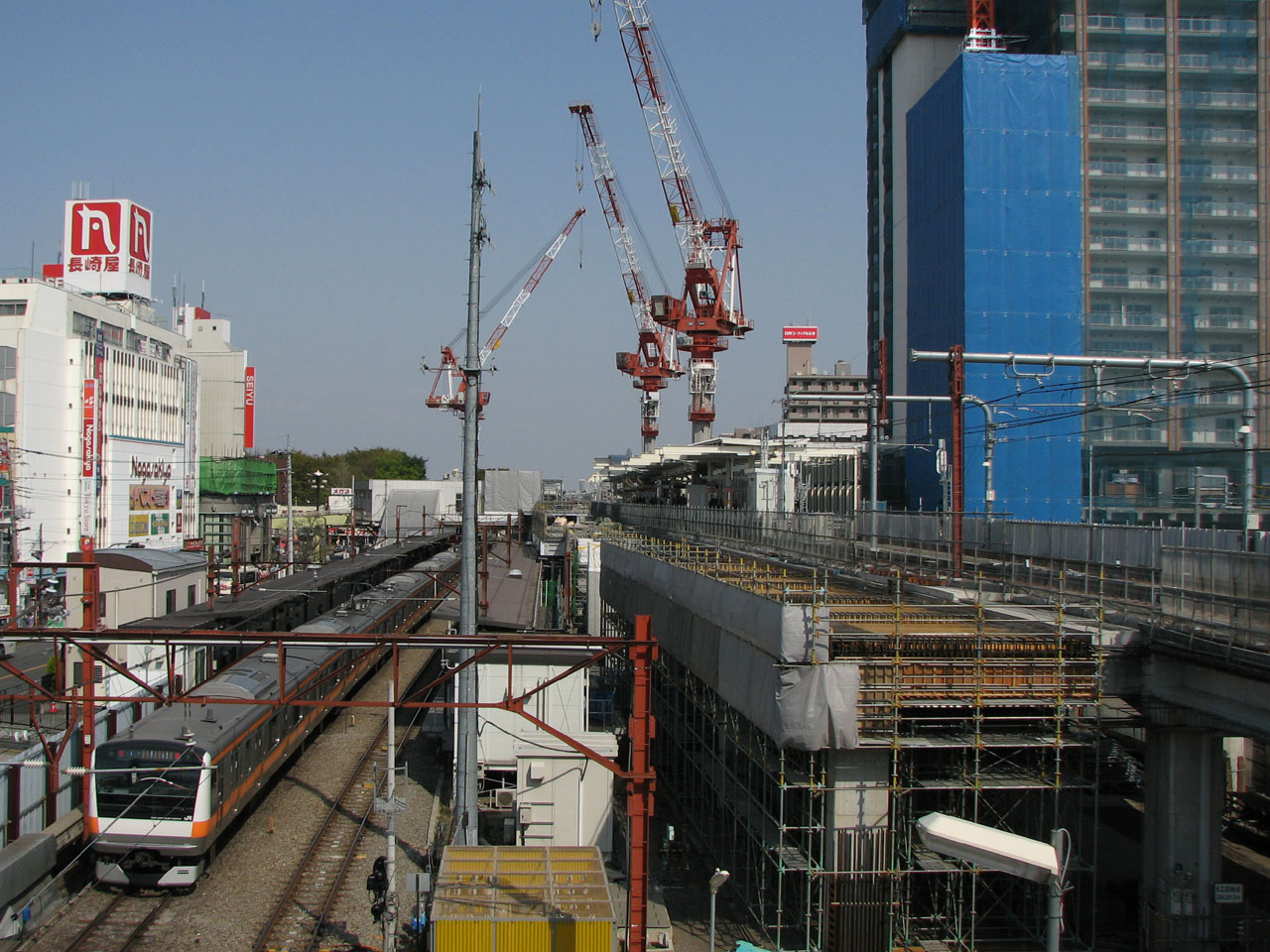
2008年4月6日

- 2003年9月28日 - 2004年7月18日：既存のホームの北側に相対式の3・4番線を新設、旧3番線を廃止。4面4線になった。

| 番線 | 路線    | 方向 | 行先                   | 備考                          |
| ---- | ------- | ---- | ---------------------- | ----------------------------- |
| 1    | ■中央線 | 下り | 立川・八王子・高尾方面 |                               |
| 2    | ■中央線 | 下り | 立川・八王子・高尾方面 | 待避線                        |
| 3    | ■中央線 | 上り | 新宿・東京方面         | 新設ホーム 主に始発電車が使用 |
| 4    | ■中央線 | 上り | 新宿・東京方面         | 新設ホーム                    |

- 2004年7月19日 - 2007年6月30日：3番線と同じ面に線路を新設（新1番線）。旧1・2番線を廃止。番線を1つずつ繰下げ。1・2番線が同じ面の2面3線に戻る。

| 番線 | 路線    | 方向 | 行先                   | 備考       |
| ---- | ------- | ---- | ---------------------- | ---------- |
| 1    | ■中央線 | 下り | 立川・八王子・高尾方面 | 新設ホーム |
| 2    | ■中央線 | 上り | 新宿・東京方面         | 旧3番線    |
| 3    | ■中央線 | 上り | 新宿・東京方面         | 旧4番線    |

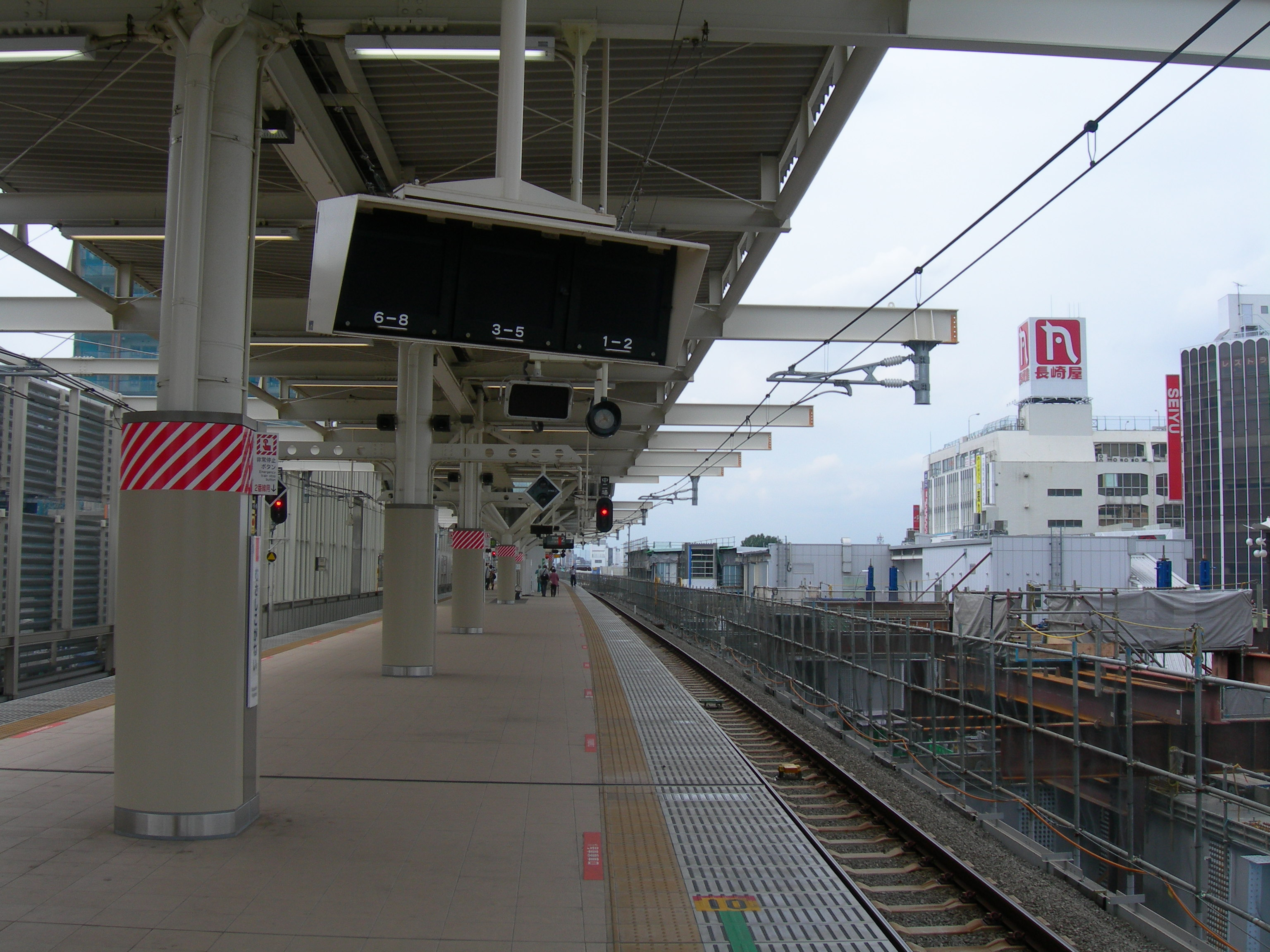
1・2番線（2008年8月29日）
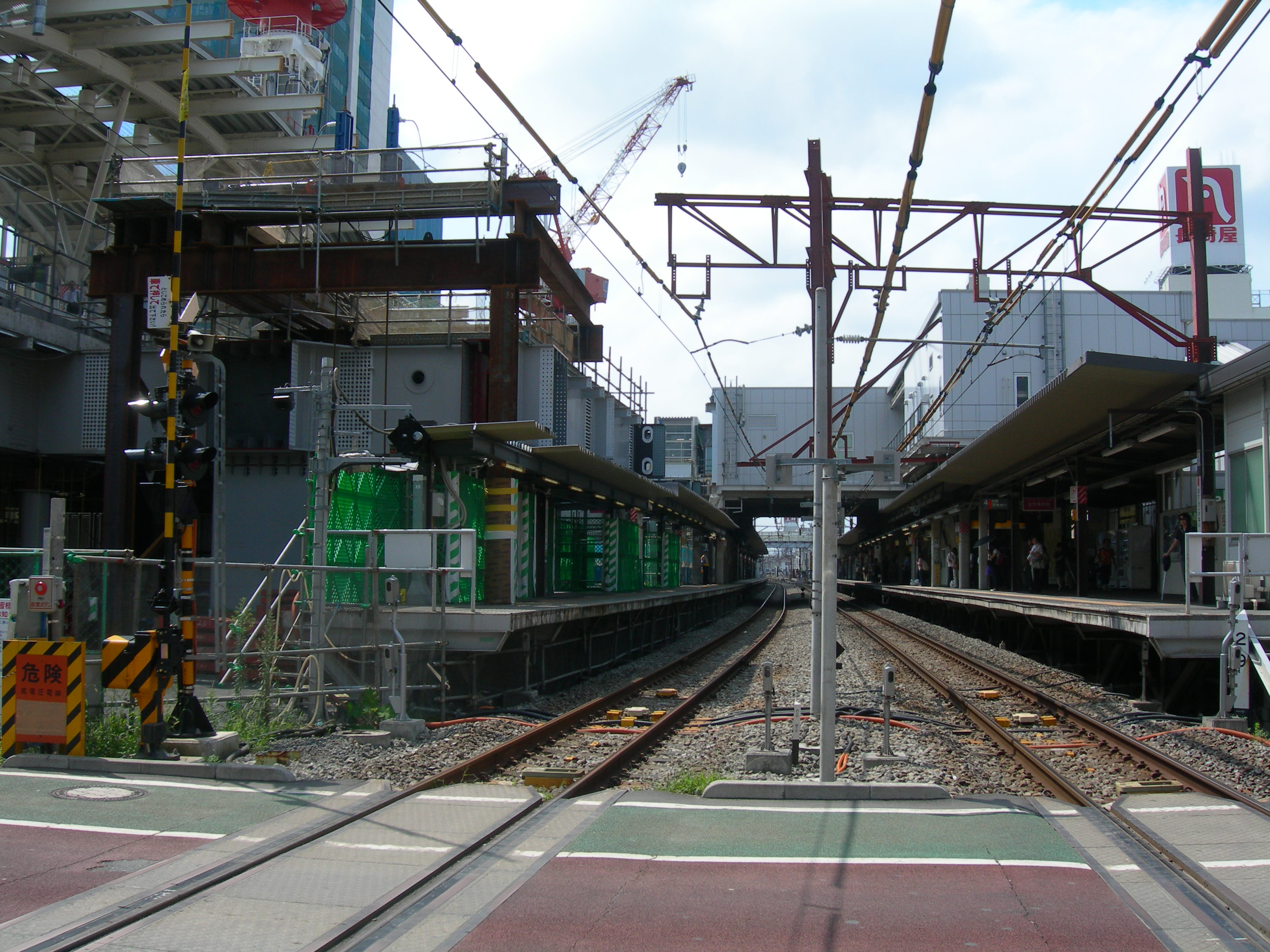
3・4番線（2008年8月29日）

- 2007年7月1日 - 2009年12月5日：下り線を高架上の新ホームに切替。旧1番線を廃止。番線を1つずつ繰り上げ。下り（1・2番線）は島式1面2線の高架ホーム、上り（3・4番線）は相対式2面2線の地上ホームとなる。

| 番線 | 路線    | 方向 | 行先                   | 備考       |
| ---- | ------- | ---- | ---------------------- | ---------- |
| 1・2 | ■中央線 | 下り | 立川・八王子・高尾方面 | 新設ホーム |
| 3    | ■中央線 | 上り | 新宿・東京方面         | 旧2番線    |
| 4    | ■中央線 | 上り | 新宿・東京方面         | 旧3番線    |

- 2009年12月6日 - 2012年5月19日：上り線を高架上の新ホームに切替。旧3・4番線を廃止。2面3線に戻る。

| 番線 | 路線    | 方向 | 行先                   | 備考                     |
| ---- | ------- | ---- | ---------------------- | ------------------------ |
| 1    | ■中央線 | 下り | 立川・八王子・高尾方面 |                          |
| 2    | ■中央線 | 下り | 立川・八王子・高尾方面 | 主に始発・列車待機で使用 |
| 2    | ■中央線 | 上り | 新宿・東京方面         | 主に始発・列車待機で使用 |
| 3    | ■中央線 | 上り | 新宿・東京方面         | 新設ホーム               |

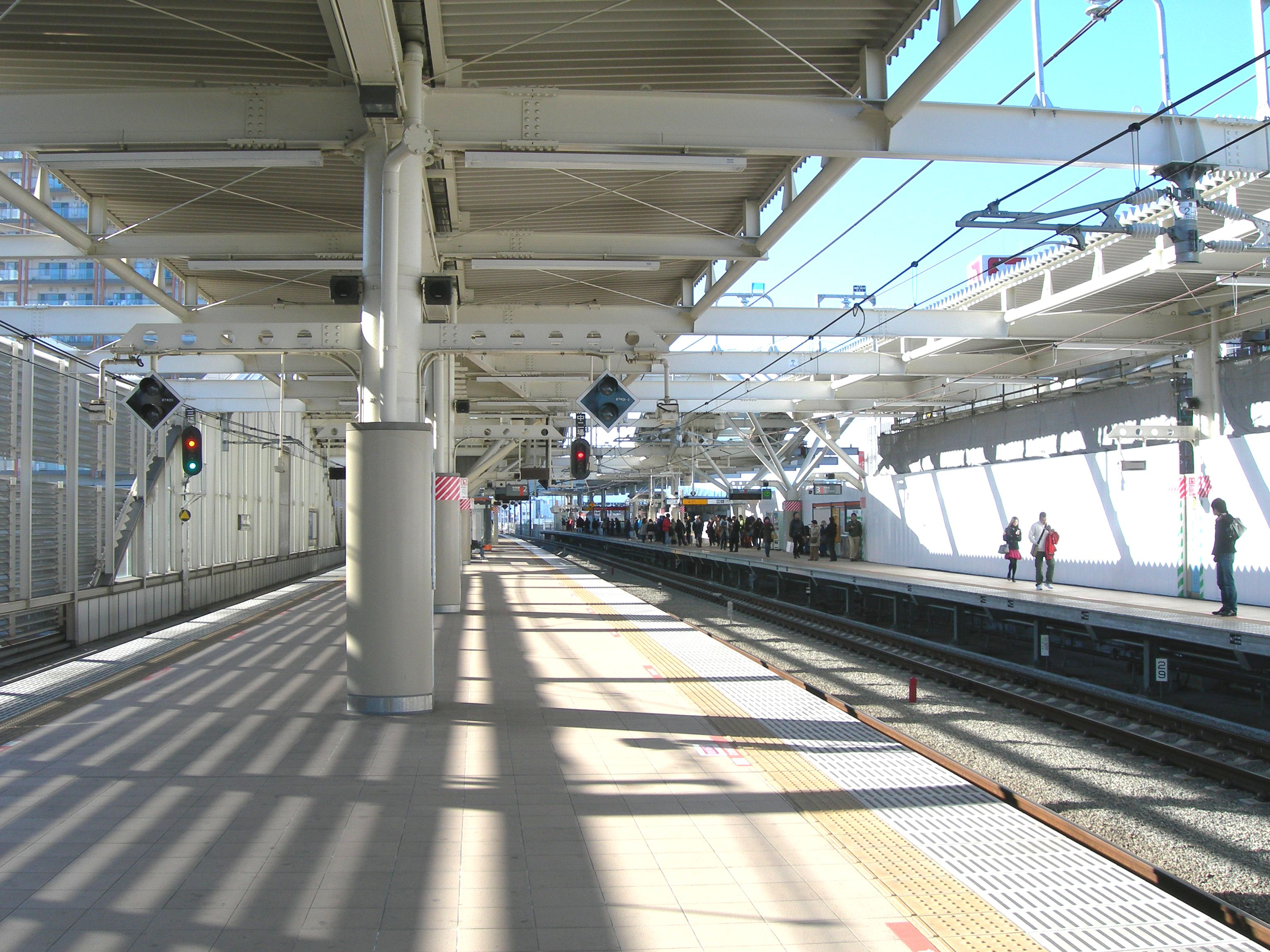
ホーム（2009年12月20日）

## 利用状況
2023年度（令和5年度）の1日平均乗車人員は55,334人で、JR東日本管内の駅の中では平塚駅に次いで第72位。なお、この数は中央快速線東京 - 高尾間で乗り換え路線が無い駅の中では三鷹駅に次いで多く、中央快速線内24駅中14位である。
1990年度（平成2年度）以降の1日平均乗車人員の推移は以下の通り。
| 年度               | 1日平均 乗車人員 | 出典     |
| ------------------ | ---------------- | -------- |
| 1990年（平成02年） | 58,189           | [ * 1 ]  |
| 1991年（平成03年） | 60,361           | [ * 2 ]  |
| 1992年（平成04年） | 60,326           | [ * 3 ]  |
| 1993年（平成05年） | 60,049           | [ * 4 ]  |
| 1994年（平成06年） | 59,132           | [ * 5 ]  |
| 1995年（平成07年） | 58,224           | [ * 6 ]  |
| 1996年（平成08年） | 57,786           | [ * 7 ]  |
| 1997年（平成09年） | 56,690           | [ * 8 ]  |
| 1998年（平成10年） | 55,312           | [ * 9 ]  |
| 1999年（平成11年） | 54,831           | [ * 10 ] |
| 2000年（平成12年） | 54,579           | [ * 11 ] |
| 2001年（平成13年） | 55,216           | [ * 12 ] |
| 2002年（平成14年） | 55,330           | [ * 13 ] |
| 2003年（平成15年） | 55,281           | [ * 14 ] |
| 2004年（平成16年） | 54,641           | [ * 15 ] |
| 2005年（平成17年） | 54,798           | [ * 16 ] |
| 2006年（平成18年） | 55,225           | [ * 17 ] |
| 2007年（平成19年） | 55,509           | [ * 18 ] |
| 2008年（平成20年） | 55,413           | [ * 19 ] |
| 2009年（平成21年） | 55,742           | [ * 20 ] |
| 2010年（平成22年） | 56,544           | [ * 21 ] |
| 2011年（平成23年） | 56,677           | [ * 22 ] |
| 2012年（平成24年） | 57,906           | [ * 23 ] |
| 2013年（平成25年） | 59,504           | [ * 24 ] |
| 2014年（平成26年） | 59,386           | [ * 25 ] |
| 2015年（平成27年） | 60,465           | [ * 26 ] |
| 2016年（平成28年） | 61,035           | [ * 27 ] |
| 2017年（平成29年） | 61,858           | [ * 28 ] |
| 2018年（平成30年） | 62,578           | [ * 29 ] |
| 2019年（令和元年） | 62,565           | [ * 30 ] |
| 2020年（令和02年） | 47,371           |          |
| 2021年（令和03年） | 49,734           |          |
| 2022年（令和04年） | 53,342           |          |
| 2023年（令和05年） | 55,334           |          |

## 駅周辺
駅前には中規模の商店街がある。駅東側は南北に小金井街道が走っており、中央線高架化以前は踏切で線路と直交していた。
北口はバスターミナルとなっており、多摩地区の各地と結ばれている。バスターミナルに面してドン・キホーテがある。
このバスターミナルから小金井街道までの道が都道135号線であり、バスターミナルから西に伸びる道路は都道136号線である。
南口は小金井街道に面する広場があり、イトーヨーカドーなどの店舗や、中規模の市民ホールである小金井 宮地楽器ホール（小金井市民交流センター）等の公共施設が再開発によって完成した。
南方向には商店街が伸びている。中央線の高架化工事と同時に商店街付近も再開発が進行中で、商店の入替わりや建替えにより2000年代から急激に様変わりしている。南側に少し離れて連雀通りが東西に走る。この道に面して小金井市役所がある。また、元はこの通りに面した市役所分庁舎の前に南口バスターミナルがあった。
西には豊田車両センター武蔵小金井派出所がある。その下を新小金井街道がくぐって線路と直交する。この道は、線路の南北で連雀通り、都道136号と直交する。連雀通りはその西で線路を横切り、都道136号を合流する。
従来、駅東側の小金井街道踏切は「開かずの踏切」だった。また、西の旧小金井市公会堂側の踏切も歩道橋はあるものの同様に「開かずの踏切」だった。特に2003年9月の切替直後は横断距離も遮断時間も長くなったことで社会問題になった。その後応急措置として歩道橋を設置した他、翌年の切り替えで横断距離・遮断時間とも切替前の水準に戻り、さらに2007年7月の下り線高架化でさらに短くなった。そして、2009年12月の上り線高架化により踏切は廃止され、南北の往来がスムーズとなった。
南口再開発の一環で小金井市公会堂が2006年4月に解体され、同年11月にプラウドタワー武蔵小金井が起工した。
この「武蔵小金井駅南口第1地区再開発ビル」は、イトーヨーカドーを核店舗とするアクウェルモール武蔵小金井が2009年3月19日に開業し、公共施設やマンションも併設された。
2009年9月17日には、バスロータリー南側にライフサポートショッピングセンター「セレオ武蔵小金井」（現nonowa武蔵小金井SOUTH、。）がオープンした。
また、2015年2月19日に高架下に商業施設「nonowa武蔵小金井」→「nonowa武蔵小金井EAST」が、同年12月12日に商業施設「nonowa武蔵小金井WEST」がそれぞれ開業した。
2018年4月14日には、高架下西側に「nonowa武蔵小金井『ムサコガーデン』」が開業し、「nonowa武蔵小金井」全体のリニューアルが完了した。
2020年春には東小金井駅 - 武蔵小金井駅の高架下に、食事付き学生向け賃貸住宅「中央ラインハウス 小金井」が開業した。また、同年6月30日には武蔵小金井駅南口第2地区第一種市街地再開発事業の一環でツインタワー「武蔵小金井シティクロス」とショッピングセンター「SOCOLA武蔵小金井クロス」が開業した。
2025年12月に武蔵小金井駅北口の高架下に、極楽湯運営温浴施設「RAKU SPA 武蔵小金井」が開業予定。
- 東京都立小金井公園
  - 江戸東京たてもの園
- 東京学芸大学 - 国分寺駅の方がより近い。但し、附属小・中学校については当駅から東門側に出た方が至近であり、バス停（京王バス「学芸大東門」）もある。
- 情報通信研究機構本部 - 駅構内に『日本の「とき」標準時刻が生まれるまち』と書かれた時計が設けられている。
- きたまちセンター
- プラウドタワー武蔵小金井
- 多磨霊園
- 府中運転免許試験場
- 中央大学附属中学校・高等学校
- 桜町病院
  - 聖ヨハネホスピス

※ 上記11施設は徒歩移動では少々難があり、バスによる移動が便利である。

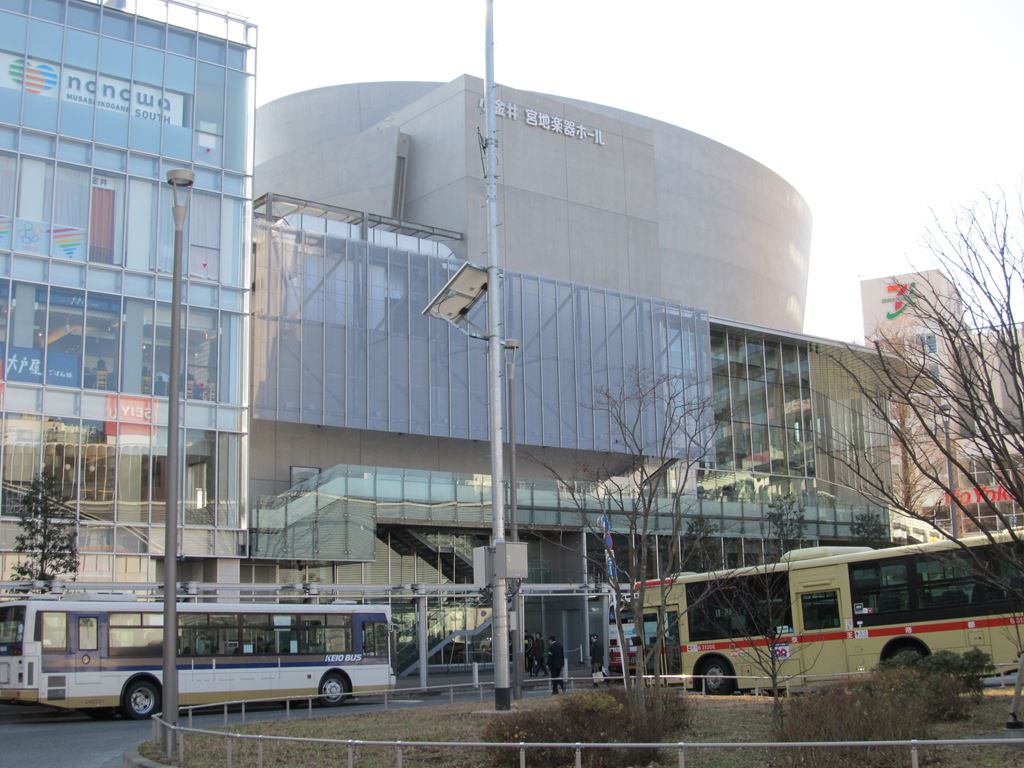
南口
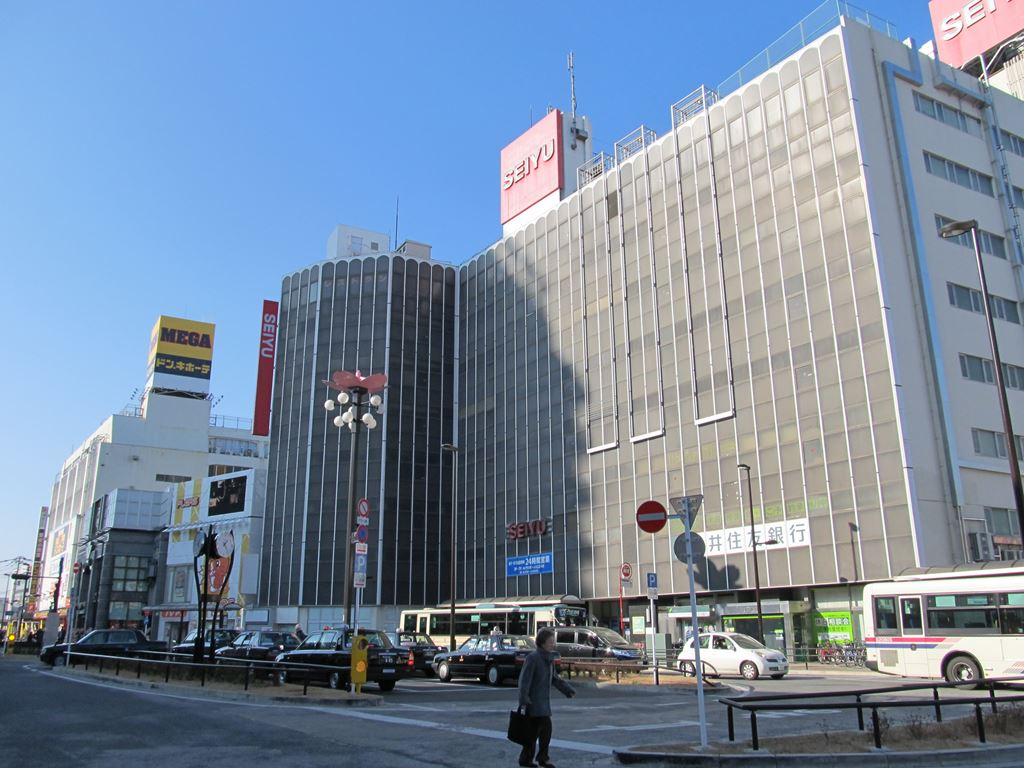
北口

- 小金井市役所
- 警視庁小金井警察署
- 東京消防庁小金井消防署
- 小金井郵便局
  - ゆうちょ銀行小金井店
  - かんぽ生命小金井支店
- 東京都立多摩科学技術高等学校
- 小金井前原三郵便局
- 京王電鉄バス小金井営業所
  - 京王バス府中営業所小金井支所
- オーケー小金井店
- いなげや小金井本町店

- 南口
- 北口

## バス路線

### 南口
京王バス・CoCoバス・東京空港交通が運行する路線が発着する。2009年3月19日より、駅前ロータリーに乗り入れを開始した。
| のりば | 運行事業者                | 系統・行先 | 備考             |
| ------ | ------------------------- | --- | ---------------- |
| 0      | CoCoバス                  | 中町循環・野川・七軒家循環・貫井・前原循環：武蔵小金井駅南口（循環）                                                                       |                  |
| 1      | 京王バス                  | - 武66：府中営業所 - 武71・武73：府中駅 |                  |
| 2      | 京王バス                  | 降車専用 |                  |
| 4      | 京王バス                  | - 武51：武蔵小金井駅南口（西之久保循環） - 境81：武蔵境駅南口                                                                              | 「境81」は朝のみ |
| 4      | - 京王バス - 東京空港交通 | 小金井羽田線：羽田空港 |                  |
| 5      | 京王バス                  | 府75：東府中駅 |                  |
| 6      | 京王バス                  | - 境96：武蔵境駅南口 - 武56：武蔵小金井駅南口（貫井南町一丁目循環） - 武84・武94：多磨町 - 武85・武95：多磨霊園駅 - 武91・武93：調布駅北口 |                  |

### 北口
関東バス・京王バス・CoCoバス・西武バスが運行する路線バスが発着する。バス停留所名は、関東バスと西武バスが「武蔵小金井駅」、京王バスとCoCoバスが「武蔵小金井駅北口」である。
| のりば | 運行事業者 | 系統・行先                                                                                | 備考 |
| ------ | ---------- | ----------------------------------------------------------------------------------------- | ---- |
| 0      | CoCoバス   | 北東部循環：武蔵小金井駅北口（循環）                                                      |      |
| 1      | 西武バス   | - 花12：花小金井駅南口 - 武17・武20：小平駅南口 - 武19：小平営業所 - 武20-1：日立国際電気 |      |
| 2      | 西武バス   | - 武12：東久留米駅西口 - 武13：清瀬駅南口                                                 |      |
| 3      | 西武バス   | - 武15：滝山営業所 - 武21：東久留米駅西口 - 久留米西団地                                  |      |
| 4      | 関東バス   | - 鷹33：三鷹駅北口 - 武蔵野営業所                                                         |      |
| 5      | 京王バス   | - 武41：小平団地 - 武42：国分寺駅北口                                                     |      |
| 6      | 京王バス   | 武31・武32：武蔵小金井駅北口（中大循環）/ 中大付属高校                                    |      |
| 7      | 京王バス   | 武03・武04：東小金井駅                                                                    |      |

その他、降車専用として深夜急行バス 新宿駅発国立駅行バスも停車する（京王バス）

## 隣の駅
東日本旅客鉄道（JR東日本）
 中央線
■特別快速「ホリデー快速おくたま」・■通勤特快・■中央特快・■青梅特快・■通勤快速
通過
■快速（三鷹ならびに当駅発着の「各駅停車」を含む）
東小金井駅 (JC 14) - 武蔵小金井駅 (JC 15) - 国分寺駅 (JC 16)

### 記事本文